# Paul Mahlo
Paul Mahlo   (Coswig (Anhalt), 28 de juliol de 1883 - Halle, 20 d'agost de 1971) va ser un matemàtic alemany. Mahlo va introduir els cardinals de Mahlo el 1911. També va demostrar que la hipòtesi del continu implica l'existència d'un conjunt de Luzin.

## Publicacions
- Mahlo, Paul. «Topologische untersuchungen über Zerlegung in Ebene und sphaerische Polygone; PhD dissertation».  Halle:  C. A. Kaemmerer & co., 1908. [Consulta: 26 juny 2021].
- Mahlo, Paul «Über lineare transfinite Mengen». Berichte über die Verhandlungen der Königlich Sächsischen Gesellschaft der Wissenschaften zu Leipzig, 1911.
- Mahlo, Paul «Zur Theorie und Anwendung der ρ0-Zahlen». Berichte über die Verhandlungen der Königlich Sächsischen Gesellschaft der Wissenschaften zu Leipzig, 1912.